# Presa splash
Una presa splash (en inglés: splash dam; splash, aunque literalmente significa 'salpicadura', tiene como acepción 'soltar a espuertas') era una presa temporal de madera utilizada para elevar el nivel del agua en los arroyos para flotar troncos río abajo hasta los aserraderos que fueron ampliamente utilizadas en la segunda mitad del siglo XIX en algunas zonas de los Estados Unidos. Mediante el embalsamiento del agua y permitiendo que fuese liberada en un horario convenido para la conducción de troncos, estas presas permitieron llevar muchos más troncos al mercado que los que permitía el flujo natural del arroyo. Las liberaciones de agua de varias presas splash en los afluentes también se combinaban a menudo para maximizar el número de troncos que flotaban a lo largo de una determinada cuenca.

## Construcción
Las presas splash se construían habitualmente con troncos o tablones que formaban las cunas que luego se rellenaban con piedras y tierra. Podían estar en cualquier lugar, con anchuras desde 15 m a varios cientos de metros, y se utilizaban un único año o varios años. Una presa splash tenía que estar situada sobre una sección del arroyo que permitiese que detrás de la presa se acumulase un cuerpo de agua tan grande como fuese posible. Detrás de las presas los troncos eran transportados al arroyo y sus márgenes, a menudo mediante deslizadores, patines o rodillos de troncos.
Las presa splash disponían de un aliviadero para permitir que el agua y los troncos escapasen: cuando el conducto se cerraba, el agua se recogía detrás de la presa. Los trabajos de construcción se extendían también a la corriente por debajo de la presa splash, que tenía que ser despejada de obstáculos y a menudo sus orillas se clareaban a cierta distancia por encima de la línea de flotación. Este era un esfuerzo para evitar quemuchos troncos quedasen atrapados en las orillas del arroyo. La Asamblea General de Pensilvania aprobó una ley el 28 de marzo de 1871 que permitía la construcción de presas splash y la limpieza de arroyos para permitir que los troncos sueltos flotasen mejor.

## Uso

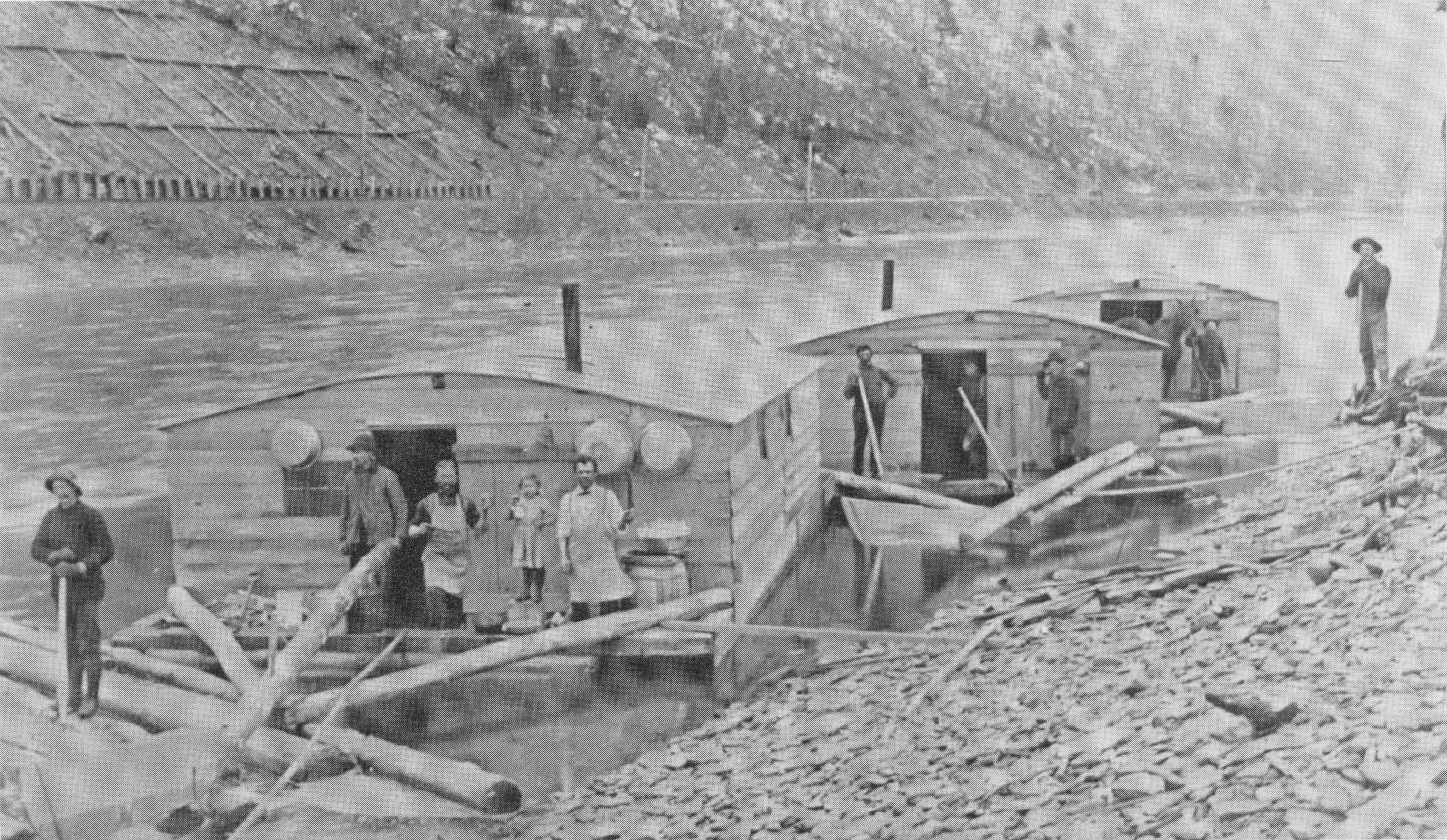
Conducción de madera en Pine Creek, con arcas para la cocina y el comedor (izquierda), dormir (centro) y los caballos (derecha): el ferrocarril está en la orilla detrás.

Originalmente la madera sólo se dejaba flotar corriente abajo con las aguas altas de temporada, por lo general en la primavera siguiente al deshielo. Los madereros encontraron que mediante la construcción de una presa para embalsar el agua podían controlar el nivel de agua y flotar más troncos, lo que mejoraba las condiciones para los conductores de troncos. Además de la campaña anual de maderero de principios de la primavera, en marzo, las presas splash permitían con frecuencia flotar unidades más pequeñas en cualquier momento en que no hubiera suficiente agua: en Pensilvania las lluvias podían dar lugar a unidades en mayo o junio, y también fueron posibles pequeñas unidades en septiembre y octubre.
Para dar una idea de la escala de las conducciones de troncos, en el arroyo Pine Creek en Pensilvania, el mayor afluente del río Susquehanna West Branch, se condujeron balsas de largueros de pino durante décadas, terminando en 1865. Las primeras unidades de tronco de primavera no flotaron más de 20 000 000 pies-tabla (47 000 m³) en el arroyo a la vez. En 1908, en una única presa splash en Pensilvania norcentral flotaban 8 000 000 pies-tabla (18 900 m³) en una unidad de troncos.
Las conducciones de troncos duraban de cuatro a seis días en el norte de Pensilvania. Una serie de arcas (ark), un tipo de embarcaciones construidas especialmente para la conducción de troncos, flotaban en el arroyo detrás de los troncos. Esas barcas tenían, por lo general, una cabina como cocina y zona de comedor, otra que servía como dormitorio para los hombres, y una más que servía siempre de refugio para los caballos. Los hombres y caballos trabajaban en el arroyo todo el día devolviendo los troncos varados en las orillas de vuelta al agua. Los atascos de troncos eran un problema, dado que requerían la extracción cuidadosa de uno o más troncos clave para romper el atasco y permitir que los troncos fluyesen de nuevo libremente. Deshacer un atasco podía requerir el trabajo de uno o más hombres con herramientas manuales, o incluso con explosivos.
Embalsando el agua y permitiendo que fuese liberada en el horario de la conducción de troncos, estos diques permitieron que muchos más troncos se llevasen al mercado que los que el flujo natural del arroyo permitía. Las liberaciones de agua coordinadas de varios embalses en los afluentes también se combinaban para maximizar el número de troncos que flotaban a lo largo de una cuenca determinada. En el río Rojo, en el este de Kentucky, una serie de lanzamientos de agua de las presas splash cuidadosamente cronometrados permitían a las unidades de troncos viajar 32 kilómetros río abajo. Estas unidades tenían entre 35.000 y 50.000 troncos y una de ellas produjo un atasco de troncos de más de 1,6 kilómetros de largo.

## Legado

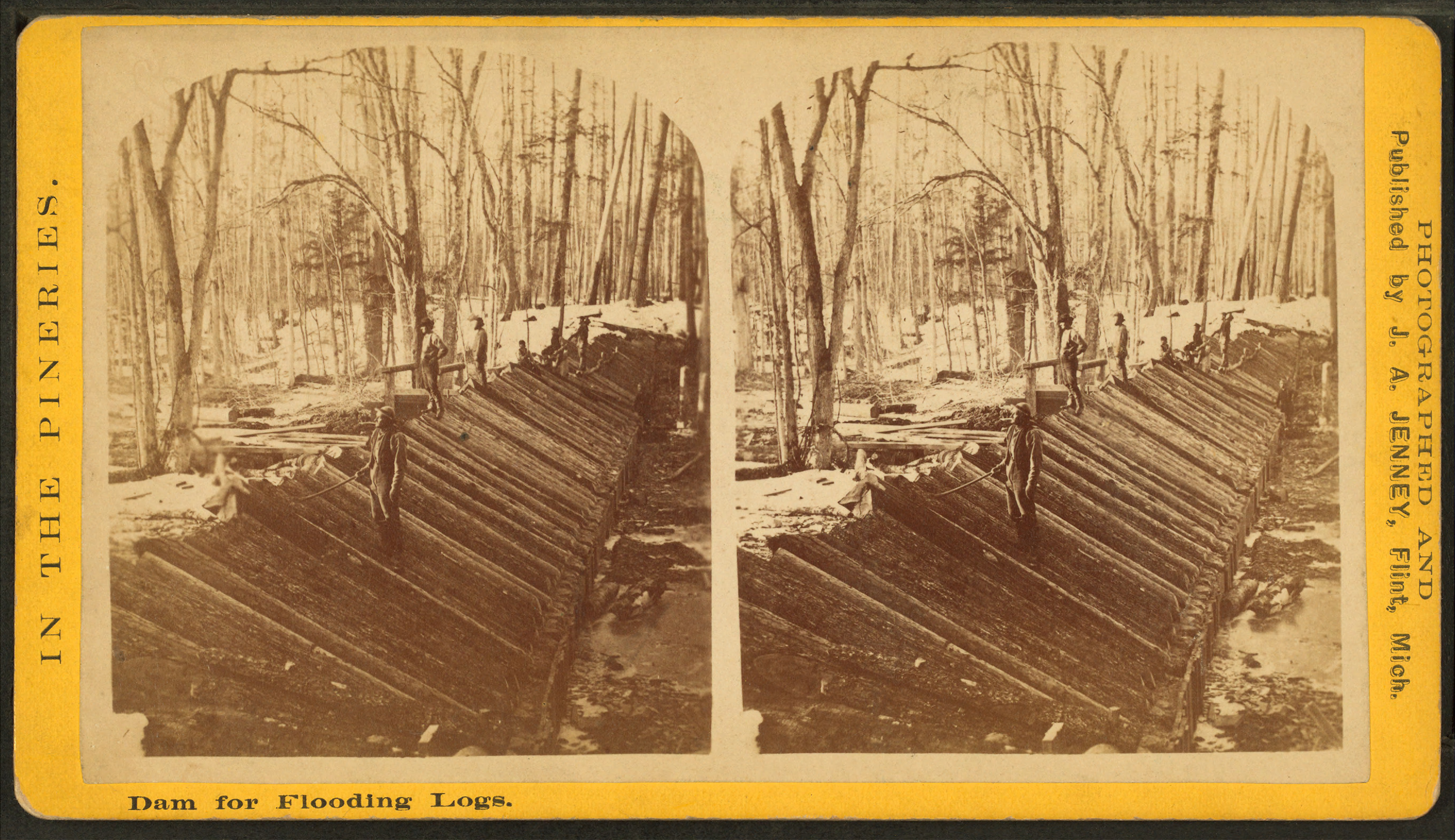
Presa por inundación para troncos por L. B. Curtis and Co's, by Jenney, J. A. (James A.)

Las presas splash operaron a través de Estados Unidos, a partir de 1860 hasta 1930. En 2008, el Sistema de Información de Nombres Geográficos (Geographic Names Information System) del United States Geological Survey muestra trece nombres de lugares en el país que contienen las palabras "splash dam". Pensilvania tiene la mayoría, con ocho lugares, pero también hay lugares en Kentucky, Utah e Idaho. Dos parques estatales de Pensilvania, parque estatal Parker Dam y parque estatal McCalls Dam, se llama así por presas splash .